# Mistrzostwa Związku Radzieckiego w piłce nożnej mężczyzn
Mistrzostwa ZSRR w piłce nożnej (ros. Чемпионат СССР по футболу, Czempionat SSSR po futbołu) – rozgrywki piłkarskie, prowadzone cyklicznie - corocznie lub co sezonowo (wiosną i jesienią) - mające na celu wyłonienie najlepszej męskiej drużyny w ZSRR.

## Historia
Przed rewolucją 1917, piłka nożna była dość rozpowszechniona w carskiej Rosji. W 1912 roku został założony Rosyjski Związek Piłki Nożnej, skupiający ponad 150 drużyn z 33 miast o łącznej liczbie graczy około 8000. Zorganizowano trzy edycje Mistrzostw Imperium Rosyjskiego w piłce nożnej, z których jedna nie została zakończona.
Zainteresowanie piłką nożną nie spadło, a po rewolucji liczba drużyn piłkarskich w dalszym ciągu rosła. I wkrótce, wraz z rozgrywkami miejskimi i regionalnymi, zdecydowano się organizować mistrzostwo Federacji Rosyjskiej oraz ZSRR. Aż do 1936 roku uczestniczyły w nich reprezentacje miast i republik (w pierwszych trzech turniejach grały drużyny miast i republik, a w dwóch ostatnich tylko drużyny miast).
Turniej 1922 oficjalnie nazywał się Mistrzostwami Rosyjskiej FSRR, mimo że uczestniczył zespół Charkowa z Ukrainy. Pierwsze Mistrzostwa ZSRR odbyły się w 1923 roku. W sumie było sześć takich edycji.
W turnieju 1936 drużyny 6 miast po raz pierwszy walczyły o tytuł Mistrza systemem jednorundowym (dotychczas pucharowym). Pierwsze miejsce zajęła drużyna Moskwy, drugie – Leningradu, trzecie – Charkowa.
Mistrzostwa ZSRR w formie klubowej rozgrywane były od 1936 roku. Rozgrywki odbywały się w 3 ligach: Wysszaja Liga, Pierwaja Liga, Wtoraja Liga.
22 maja 1936 odbył się pierwszy mecz w Mistrzostwach ZSRR w piłce nożnej spośród drużyn klubowych (Dinamo Leningrad – Lokomotiw Moskwa 3:1). W pierwszym niepełnym sezonie radzieckiej ekstraklasy wiosną 1936 siedem drużyn z 3 miast (Moskwa, Leningrad i Kijów) walczyły systemem jednorundowym. Zwyciężyła drużyna Dinamo Moskwa, która wszystkie 6 meczów wygrała i ustanowiła absolutny rekord. Jesienią 1936 do nich dołączyła drużyna Dinamo Tbilisi. Dopiero od sezonu 1937 mistrzostwa rozgrywane systemem dwurundowym wiosna – jesień.
Mistrzostwa klubów były rozgrywane do końca istnienia ZSRR w 1991. System rozgrywek zmieniał się na przestrzeni lat. Najczęściej turnieje o Mistrzostwo ZSRR toczyły się w formie rozgrywek ligowych (mecz i rewanż) w systemie wiosna-jesień. Zmieniała się także nazwa najwyższej ligi. Nazwę Wysszaja Liga nadano jej w sezonie 1971. W latach 1936–1941 i 1945-1948 nosiła nazwę Grupa A, w latach 1949–1969 Klasa A (w niektórych sezonach także Klasa A1 lub Klasa A. Grupa 1), a w 1970 Wysshaja Grupa A.

## Mistrzowie i pozostali medaliści

### Mistrzostwa Imperium Rosyjskiego (1912-1914)
| Sezon                                                                           | K | K | T | Mistrz                           | Wicemistrz | III miejsce                    | Br. | Król strzelców | Uwagi                                     |
| Mistrzostwa Imperium Rosyjskiego (ros. Чемпионат Российской империи по футболу) |   |   |   |                                  |            |                                |     |                |                                           |
| 1912                                                                            |   |   | 1 | Petersburg (finał 2:2, powt.4:1) | Moskwa     | Charków, Kijów (półfinaliści)  | ?   | ?              | 5 drużyn, play-off                        |
| 1913                                                                            |   |   | 1 | Odessa (finał 4:2 anulowano)     | Petersburg | Charków, Moskwa (półfinaliści) | ?   | ?              | 12 drużyn, play-off                       |
| 1914                                                                            |   |   |   |                                  |            |                                |     |                | nie dokończono z powodu I wojny światowej |

### Mistrzostwa miast i republik ZSRR (1923-1935)
| Sezon                                                                   | K | K | T | Mistrz                    | Wicemistrz      | III miejsce                    | Br. | Król strzelców            | Uwagi               |
| Mistrzostwa Rosyjskiej FSRR (ros. Чемпионат Российской СФСР по футболу) |   |   |   |                           |                 |                                |     |                           |                     |
| 1923                                                                    |   |   | 1 | Moskwa (finał 3:0)        | JuŻD Charków    | Kołomna, Irkuck (półfinaliści) | ?   | ?                         | 16 drużyn, play-off |
| Mistrzostwa ZSRR (ros. Чемпионат СССР по футболу)                       |   |   |   |                           |                 |                                |     |                           |                     |
| 1924                                                                    |   |   | 1 | Charków (finał 2:1)       | Leningrad       | Zakaukaska SFRR                | 2   | Jakiw Ałfiorow (Charków)  | 4 drużyny, play-off |
| 1925                                                                    |   |   |   |                           |                 |                                |     |                           | nie rozgrywano      |
| 1926                                                                    |   |   |   |                           |                 |                                |     |                           | nie rozgrywano      |
| 1927                                                                    |   |   |   |                           |                 |                                |     |                           | nie rozgrywano      |
| 1928                                                                    |   |   | 2 | Moskwa (finał 1:0)        | Ukraińska SRR   | Białoruska SRR                 | ?   | ?                         | 6 drużyn, play-off  |
| 1929                                                                    |   |   |   |                           |                 |                                |     |                           | nie rozgrywano      |
| 1930                                                                    |   |   |   |                           |                 |                                |     |                           | nie rozgrywano      |
| 1931                                                                    |   |   | 1 | Rosyjska SFRR (finał 7:1) | Zakaukaska SFRR | Ukraińska SRR                  | ?   | ?                         | 6 drużyn, play-off  |
| 1932                                                                    |   |   | 3 | Moskwa (finał 5:1)        | Leningrad       | Donbas, Charków (półfinaliści) | 4   | Wasilij Smirnow (Moskwa)  | 8 drużyn, play-off  |
| 1933                                                                    |   |   |   |                           |                 |                                |     |                           | nie rozgrywano      |
| 1934                                                                    |   |   |   |                           |                 |                                |     |                           | nie rozgrywano      |
| 1935                                                                    |   |   | 4 | Moskwa                    | Leningrad       | Charków                        | 6   | Michaił Jakuszyn (Moskwa) | 6 drużyn            |

### Mistrzostwa ZSRR (1936-1991)
| Sezon | K | K | T  | Mistrz                 | Wicemistrz             | III miejsce            | Br. | Król strzelców | Uwagi                              |
| Grupa A mistrzostw ZSRR w piłce nożnej (ros. Группа «А» чемпионата СССР по футболу)                              |   |   |    |                        |                        |                        |     | |                                    |
| 1936 (wiosna) |   |   | 1  | Dinamo Moskwa          | Dynamo Kijów           | Spartak Moskwa         | 6   | Michaił Siemiczastny (Dinamo Moskwa)                                                                              | 7 klubów, 1 runda                  |
| 1936 (jesień) |   |   | 1  | Spartak Moskwa         | Dinamo Moskwa          | Dinamo Tbilisi         | 7   | Gieorgij Głazkow (Spartak Moskwa)                                                                                 | 8 klubów, 1 runda                  |
| 1937 |   |   | 2  | Dinamo Moskwa          | Spartak Moskwa         | Dynamo Kijów           | 8   | Boris Paiczadze (Dinamo Tbilisi), Leonid Rumiancew (Spartak Moskwa), Wasilij Smirnow (Dinamo Moskwa)              | 9 klubów                           |
| 1938 |   |   | 2  | Spartak Moskwa         | CDKA Moskwa            | Mietałłurg Moskwa      | 20  | Makar Honczarenko (Dynamo Kijów)                                                                                  | 26 klubów, 1 runda                 |
| 1939 |   |   | 3  | Spartak Moskwa         | Dinamo Tbilisi         | CDKA Moskwa            | 21  | Grigorij Fiedotow (CDKA Moskwa)                                                                                   | 14 klubów                          |
| 1940 |   |   | 3  | Dinamo Moskwa          | Dinamo Tbilisi         | Spartak Moskwa         | 21  | Grigorij Fiedotow, (CDKA Moskwa), Siergiej Sołowjow (Dinamo Moskwa)                                               | 13 klubów                          |
| 1941 |   |   |    |                        |                        |                        |     | | wstrzymane przez II wojnę światową |
| 1942–1944 |   |   |    |                        |                        |                        |     | | nie rozgrywano                     |
| Pierwsza grupa mistrzostw ZSRR w piłce nożnej (ros. Первая группа чемпионата СССР по футболу)                    |   |   |    |                        |                        |                        |     | |                                    |
| 1945 |   |   | 4  | Dinamo Moskwa          | CDKA Moskwa            | Torpedo Moskwa         | 24  | Wsiewołod Bobrow (CDKA Moskwa)                                                                                    | 12 klubów                          |
| 1946 |   |   | 1  | CDKA Moskwa            | Dinamo Moskwa          | Dinamo Tbilisi         | 18  | Ołeksandr Ponomariow (Torpedo Moskwa)                                                                             | 12 klubów                          |
| 1947 |   |   | 2  | CDKA Moskwa            | Dinamo Moskwa          | Dinamo Tbilisi         | 14  | Wsiewołod Bobrow (CDKA), Walentin Nikołajew (CDKA Moskwa)                                                         | 13 klubów                          |
| 1948 |   |   | 3  | CDKA Moskwa            | Dinamo Moskwa          | Spartak Moskwa         | 25  | Siergiej Sołowjow (Dinamo Moskwa)                                                                                 | 14 klubów                          |
| 1949 |   |   | 5  | Dinamo Moskwa          | CDKA Moskwa            | Spartak Moskwa         | 26  | Nikita Simonian (Spartak Moskwa)                                                                                  | 18 klubów                          |
| Klasa A mistrzostw ZSRR w piłce nożnej (ros. Класс «А» чемпионата СССР по футболу)                               |   |   |    |                        |                        |                        |     | |                                    |
| 1950 |   |   | 4  | CDKA Moskwa            | Dinamo Moskwa          | Dinamo Tbilisi         | 34  | Nikita Simonian (Spartak Moskwa)                                                                                  | 19 klubów                          |
| 1951 |   |   | 5  | CDSA Moskwa            | Dinamo Tbilisi         | Szachtar Stalino       | 16  | Awtandil Gogoberidze (Dinamo Tbilisi)                                                                             | 15 klubów                          |
| 1952 |   |   | 4  | Spartak Moskwa         | Dynamo Kijów           | Dinamo Moskwa          | 11  | Andriej Zazrojew (Dynamo Kijów)                                                                                   | 14 klubów, 1 runda                 |
| 1953 |   |   | 5  | Spartak Moskwa         | Dinamo Tbilisi         | Torpedo Moskwa         | 14  | Nikita Simonian (Spartak Moskwa)                                                                                  | 11 klubów                          |
| 1954 |   |   | 6  | Dinamo Moskwa          | Spartak Moskwa         | Spartak Mińsk          | 11  | Anatolij Iljin (Spartak Moskwa), Władimir Iljin (Dinamo Moskwa), Antonin Soczniew (Trudowyje Riezierwy Leningrad) | 13 klubów                          |
| 1955 |   |   | 7  | Dinamo Moskwa          | Spartak Moskwa         | CDSA Moskwa            | 15  | Eduard Strielcow (Torpedo Moskwa)                                                                                 | 12 klubów                          |
| 1956 |   |   | 6  | Spartak Moskwa         | Dinamo Moskwa          | CDSA Moskwa            | 17  | Wasilij Buzunow (ODO Swierdłowsk)                                                                                 | 12 klubów                          |
| 1957 |   |   | 8  | Dinamo Moskwa          | Torpedo Moskwa         | Spartak Moskwa         | 16  | Wasilij Buzunow (CSK MO Moskwa)                                                                                   | 12 klubów                          |
| 1958 |   |   | 7  | Spartak Moskwa         | Dinamo Moskwa          | CSK MO Moskwa          | 19  | Anatolij Iljin (Spartak Moskwa)                                                                                   | 12 klubów                          |
| 1959 |   |   | 9  | Dinamo Moskwa          | Łokomotiw Moskwa       | Dinamo Tbilisi         | 16  | Zaur Kałojew (Dinamo Tbilisi)                                                                                     | 12 klubów                          |
| 1960 |   |   | 1  | Torpedo Moskwa         | Dynamo Kijów           | Dinamo Moskwa          | 20  | Zaur Kałojew (Dinamo Tbilisi)                                                                                     | 22 kluby 2 grupy+finały            |
| 1961 |   |   | 1  | Dynamo Kijów           | Torpedo Moskwa         | Spartak Moskwa         | 22  | Giennadij Gusarow (Torpedo Moskwa)                                                                                | 22 kluby, 2 grupy+finały           |
| 1962 |   |   | 8  | Spartak Moskwa         | Dinamo Moskwa          | Dinamo Tbilisi         | 17  | Michaił Mustygin (Biełaruś Mińsk)                                                                                 | 22 kluby, 2 grupy+finały           |
| Pierwsza grupa klasy A mistrzostw ZSRR w piłce nożnej (ros. Первая группа класса «А» чемпионата СССР по футболу) |   |   |    |                        |                        |                        |     | |                                    |
| 1963 |   |   | 10 | Dinamo Moskwa          | Spartak Moskwa         | Dynama Mińsk           | 27  | Oleg Kopajew (SKA Rostów nad Donem)                                                                               | 20 klubów                          |
| 1964 |   |   | 1  | Dinamo Tbilisi         | Torpedo Moskwa         | CSKA Moskwa            | 16  | Władimir Fiedotow (CSKA Moskwa)                                                                                   | 17 klubów                          |
| 1965 |   |   | 2  | Torpedo Moskwa         | Dynamo Kijów           | CSKA Moskwa            | 18  | Oleg Kopajew (SKA Rostów nad Donem)                                                                               | 17 klubów                          |
| 1966 |   |   | 2  | Dynamo Kijów           | SKA Rostów nad Donem   | Neftianik Baku         | 20  | Ilja Datunaszwili (Dinamo Tbilisi)                                                                                | 19 klubów                          |
| 1967 |   |   | 3  | Dynamo Kijów           | Dinamo Moskwa          | Dinamo Tbilisi         | 19  | Michaił Mustygin (Dynama Mińsk)                                                                                   | 19 klubów                          |
| 1968 |   |   | 4  | Dynamo Kijów           | Spartak Moskwa         | Torpedo Moskwa         | 22  | Birodar Abduraimov (Paxtakor Taszkent), Georgi Gawaszeli (Dinamo Tbilisi)                                         | 20 klubów                          |
| 1969 |   |   | 9  | Spartak Moskwa         | Dynamo Kijów           | Dinamo Tbilisi         | 16  | Nikołaj Osianin (Spartak Moskwa), Władimir Proskurin (SKA Rostów nad Donem), Dżemal Cherchadze (Torpedo Kutaisi)  | 20 klubów, 2 grupy+finały          |
| Wyższa grupa klasy A mistrzostw ZSRR w piłce nożnej (ros. Высшая группа класса «А» чемпионата СССР по футболу)   |   |   |    |                        |                        |                        |     | |                                    |
| 1970 |   |   | 6  | CSKA Moskwa            | Dinamo Moskwa          | Spartak Moskwa         | 17  | Giwi Nodia (Dinamo Tbilisi)                                                                                       | 17 klubów                          |
| Wyższa liga mistrzostw ZSRR w piłce nożnej (ros. Высшая лига чемпионата СССР по футболу)                         |   |   |    |                        |                        |                        |     | |                                    |
| 1971 |   |   | 5  | Dynamo Kijów           | Ararat Erywań          | Dinamo Tbilisi         | 16  | Eduard Małofiejew (Dynama Mińsk)                                                                                  | 16 klubów                          |
| 1972 |   |   | 1  | Zoria Woroszyłowgrad   | Dynamo Kijów           | Dinamo Tbilisi         | 14  | Ołeh Błochin (Dynamo Kijów)                                                                                       | 16 klubów                          |
| 1973 |   |   | 1  | Ararat Erywań          | Dynamo Kijów           | Dinamo Moskwa          | 18  | Ołeh Błochin (Dynamo Kijów)                                                                                       | 16 klubów                          |
| 1974 |   |   | 6  | Dynamo Kijów           | Spartak Moskwa         | Czornomoreć Odessa     | 20  | Ołeh Błochin (Dynamo Kijów)                                                                                       | 16 klubów                          |
| 1975 |   |   | 7  | Dynamo Kijów           | Szachtar Donieck       | Dinamo Moskwa          | 18  | Ołeh Błochin (Dynamo Kijów)                                                                                       | 16 klubów                          |
| 1976 (wiosna) |   |   | 11 | Dinamo Moskwa          | Ararat Erywań          | Dinamo Tbilisi         | 8   | Arkadij Andreasjan (Ararat Erywań)                                                                                | 16 klubów, 1 runda                 |
| 1976 (jesień) |   |   | 3  | Torpedo Moskwa         | Dynamo Kijów           | Dinamo Tbilisi         | 13  | Aleksandr Markin (Zenit Leningrad)                                                                                | 16 klubów, 1 runda                 |
| 1977 |   |   | 8  | Dynamo Kijów           | Dinamo Tbilisi         | Torpedo Moskwa         | 17  | Ołeh Błochin (Dynamo Kijów)                                                                                       | 16 klubów                          |
| 1978 |   |   | 2  | Dinamo Tbilisi         | Dynamo Kijów           | Szachtar Donieck       | 19  | Gieorgij Jarcew (Spartak Moskwa)                                                                                  | 16 klubów                          |
| 1979 |   |   | 10 | Spartak Moskwa         | Szachtar Donieck       | Dynamo Kijów           | 26  | Witalij Staruchin (Szachtar Donieck)                                                                              | 18 klubów                          |
| 1980 |   |   | 9  | Dynamo Kijów           | Spartak Moskwa         | Zenit Leningrad        | 20  | Siergiej Andriejew (SKA Rostów nad Donem)                                                                         | 18 klubów                          |
| 1981 |   |   | 10 | Dynamo Kijów           | Spartak Moskwa         | Dinamo Tbilisi         | 23  | Ramaz Szengelia (Dinamo Tbilisi)                                                                                  | 18 klubów                          |
| 1982 |   |   | 1  | Dynama Mińsk           | Dynamo Kijów           | Spartak Moskwa         | 23  | Andriej Jakubik (Paxtakor Taszkent)                                                                               | 18 klubów                          |
| 1983 |   |   | 1  | Dnipro Dniepropetrowsk | Spartak Moskwa         | Dynama Mińsk           | 18  | Jurij Gawriłow (Spartak Moskwa)                                                                                   | 18 klubów                          |
| 1984 |   |   | 1  | Zenit Leningrad        | Spartak Moskwa         | Dnipro Dniepropetrowsk | 19  | Siergiej Andriejew (SKA Rostów nad Donem)                                                                         | 18 klubów                          |
| 1985 |   |   | 11 | Dynamo Kijów           | Spartak Moskwa         | Dnipro Dniepropetrowsk | 35  | Ołeh Protasow (Dnipro Dniepropetrowsk)                                                                            | 18 klubów                          |
| 1986 |   |   | 12 | Dynamo Kijów           | Dinamo Moskwa          | Spartak Moskwa         | 21  | Aleksandr Borodiuk (Dinamo Moskwa)                                                                                | 16 klubów                          |
| 1987 |   |   | 11 | Spartak Moskwa         | Dnipro Dniepropetrowsk | Žalgiris Wilno         | 18  | Ołeh Protasow (Dnipro Dniepropetrowsk)                                                                            | 16 klubów                          |
| 1988 |   |   | 2  | Dnipro Dniepropetrowsk | Dynamo Kijów           | Torpedo Moskwa         | 16  | Aleksandr Borodiuk (Dinamo Moskwa), Jewhen Szachow (Dnipro Dniepropetrowsk)                                       | 16 klubów                          |
| 1989 |   |   | 12 | Spartak Moskwa         | Dnipro Dniepropetrowsk | Dynamo Kijów           | 16  | Siergiej Rodionow (Spartak Moskwa)                                                                                | 16 klubów                          |
| 1990 |   |   | 13 | Dynamo Kijów           | CSKA Moskwa            | Dinamo Moskwa          | 12  | Walerij Szmarow (Spartak Moskwa), Ołeh Protasow (Dynamo Kijów)                                                    | 13 klubów                          |
| 1991 |   |   | 7  | CSKA Moskwa            | Spartak Moskwa         | Torpedo Moskwa         | 18  | Igor Koływanow (Dinamo Moskwa)                                                                                    | 16 klubów                          |

## Statystyka

### Klasyfikacja według klubów
W dotychczasowej historii Mistrzostw ZSRR na podium oficjalnie stawało w sumie 11 drużyn. Liderem klasyfikacji jest Dynamo Kijów, który zdobył 13 tytułów mistrzowskich.
Stan na maj 2017.
| Lp. | Klub                   | Miejsca na podium | Miejsca na podium | Miejsca na podium | Zwycięskie sezony                                                          |    |   |                                                                              |
| --- | ---------------------- | ----------------- | ----------------- | ----------------- | -------------------------------------------------------------------------- | -- | - | ---------------------------------------------------------------------------- |
| Lp. | Klub                   | 1.                | Dynamo Kijów      | 13                | Zwycięskie sezony                                                          | 11 | 3 | 1961, 1966, 1967, 1968, 1971, 1974, 1975, 1977, 1980, 1981, 1985, 1986, 1990 |
| 2.  | Spartak Moskwa         | 12                | 12                | 9                 | 1936 (j), 1938, 1939, 1952, 1953, 1956, 1958, 1962, 1969, 1979, 1987, 1989 |    |   |                                                                              |
| 3.  | Dinamo Moskwa          | 11                | 11                | 5                 | 1936 (w), 1937, 1940, 1945, 1949, 1954, 1955, 1957, 1959, 1963, 1976 (w)   |    |   |                                                                              |
| 4.  | CSKA Moskwa            | 7                 | 4                 | 6                 | 1946, 1947, 1948, 1950, 1951, 1970, 1991                                   |    |   |                                                                              |
| 5.  | Torpedo Moskwa         | 3                 | 3                 | 6                 | 1960, 1965, 1976 (j)                                                       |    |   |                                                                              |
| 6.  | Dinamo Tbilisi         | 2                 | 5                 | 13                | 1964, 1978                                                                 |    |   |                                                                              |
| 7.  | Dnipro Dniepropetrowsk | 2                 | 2                 | 2                 | 1983, 1988                                                                 |    |   |                                                                              |
| 8.  | Ararat Erywań          | 1                 | 2                 | 0                 | 1973                                                                       |    |   |                                                                              |
| 9.  | Dynama Mińsk           | 1                 | 0                 | 3                 | 1982                                                                       |    |   |                                                                              |
| 9.  | Zenit Leningrad        | 1                 | 0                 | 1                 | 1984                                                                       |    |   |                                                                              |
| 10. | Zoria Woroszyłowgrad   | 1                 | 0                 | 0                 | 1972                                                                       |    |   |                                                                              |
| 10. | Szachtar Donieck       | 0                 | 2                 | 2                 |                                                                            |    |   |                                                                              |
| 11. | SKA Rostów nad Donem   | 0                 | 1                 | 0                 |                                                                            |    |   |                                                                              |
| 11. | Łokomotiw Moskwa       | 0                 | 1                 | 0                 |                                                                            |    |   |                                                                              |
| 13. | Žalgiris Wilno         | 0                 | 0                 | 1                 |                                                                            |    |   |                                                                              |
| 13. | Czornomoreć Odessa     | 0                 | 0                 | 1                 |                                                                            |    |   |                                                                              |
| 13. | Neftianik Baku         | 0                 | 0                 | 1                 |                                                                            |    |   |                                                                              |
| 13. | Mietałłurg Moskwa      | 0                 | 0                 | 1                 |                                                                            |    |   |                                                                              |

### Mistrzowie wśród miast i republik ZSRR
- 4 razy:

drużyna Moskwy
- 1 raz:

drużyna Charkowa
drużyna Rosyjskiej SFRR

### Klasyfikacja według miast
Siedziby klubów: Stan na maj 2017.
| Miasto         | Liczba tytułów | Drużyny                                                                      |
| -------------- | -------------- | ---------------------------------------------------------------------------- |
| Moskwa         | 33             | Spartak Moskwa (12), Dinamo Moskwa (11), CSKA Moskwa (7), Torpedo Moskwa (3) |
| Kijów          | 13             | Dynamo Kijów                                                                 |
| Dniepr         | 2              | Dnipro Dniepropetrowsk                                                       |
| Tbilisi        | 2              | Dinamo Tbilisi                                                               |
| Erywań         | 1              | Ararat Erywań                                                                |
| Leningrad      | 1              | Zenit Leningrad                                                              |
| Mińsk          | 1              | Dynama Mińsk                                                                 |
| Woroszyłowgrad | 1              | Zoria Woroszyłowgrad                                                         |

## Uhonorowane kluby
Po zdobyciu 10 tytułów mistrza ZSRR zezwala się na umieszczanie na koszulce złotej gwiazdki symbolizującej liczbę wywalczonych tytułów mistrzowskich.
Mistrzowskie gwiazdki ma:
- Dynamo Kijów
- Spartak Moskwa
- Dinamo Moskwa

## Uczestnicy
W 54 ligowych Mistrzostwach ZSRR rozgrywanych od 1936 do 1991 roku włącznie wzięło udział ogółem 61 zespołów. Spośród nich tylko Dynamo Kijów i Dinamo Moskwa uczestniczyły w każdej edycji.
- 54 sezony: Dynamo Kijów, Dinamo Moskwa
- 53 sezony: Spartak Moskwa
- 51 sezonów: Dinamo Tbilisi, Torpedo Moskwa
- 49 sezonów: Zenit Leningrad
- 48 sezonów: CSKA Moskwa
- 44 sezony: Szachtar Donieck
- 39 sezonów: Dynama Mińsk
- 38 sezonów: Łokomotiw Moskwa
- 33 sezony: Ararat Erywań
- 27 sezonów: Neftçi PFK
- 26 sezonów: Czornomoreć Odessa, Krylja Sowietow Samara
- 24 sezony: Kajrat Ałmaty
- 22 sezony: Paxtakor Taszkent
- 21 sezonów: SKA Rostów nad Donem
- 19 sezonów: Dnipro Dniepropetrowsk
- 18 sezonów: Metalist Charków
- 17 sezonów: Dinamo Leningrad
- 14 sezonów: Zoria Woroszyłowgrad
- 13 sezonów: Torpedo Kutaisi
- 11 sezonów: Žalgiris Wilno, Rotor Wołgograd, Nistru Kiszyniów
- 9 sezonów: Karpaty Lwów
- 7 sezonów: Daugava Ryga
- 6 sezonów: WWS Moskwa, Krylja Sowietow Moskwa
- 5 sezonów: Elektrik Leningrad
- 4 sezony: Mietałłurg Moskwa
- 3 sezony: Kubań Krasnodar, Admirałtiejec Leningrad, Pamir Duszanbe, Trudowyje Riezierwy Leningrad, Wołga Gorki
- 2 sezony: Fakieł Woroneż, Spartak Tbilisi, Spartak Ordżonikidze, SKA Odessa, Kalev Tallinn
- 1 sezon: Metałurh Zaporoże, WMS Moskwa, Tawrija Symferopol, Silmasz Charków, Urałmasz Swierdłowsk, Staliniec Moskwa, Łokomotyw Kijów, Szynnik Jarosławl, Dinamo Rostów nad Donem, Temp Baku, Spartak Leningrad, Dinamo Kirowabad, Guria Lanczchuti, Spartak Charków, Zenit (Bolschewik) Leningrad, ODO Swierdłowsk, Piszczewik Moskwa, Lokomotiwi Tbilisi, zespół m.Kalinin, Buriewiestnik Moskwa